# Фергана (аеропорт)
Міжнародний аеропорт Фергана‍ ' (узб. Fargona Xalqaro Aeroporti) (IATA: FEG, ICAO: UTFF) — цивільний аеропорт міста Фергана Республіки Узбекистан. Розташований в західній частині Фергани.

## Приймаємі типи повітряних суден
Ан-12, Ан-24, Як-40, Ил-76, Ил-114, Ан-124, Ту-134, Ту-154, Airbus A310, А320, A330, Boeing 737,757, 767, Avro RJ85 тощо типи ПС 3-4 класу, і більш легкі, гелікоптери всіх типів.

## Авіалінії та напрямки
| Авіакомпанія       | Пункт призначення                                     |
| ------------------ | ----------------------------------------------------- |
| IrAero             | Красноярськ-Ємельяново                                |
| Red Wings Airlines | Москва-Домодєдово                                     |
| S7 Airlines        | Новосибірськ                                          |
| Utair              | Москва-Внуково                                        |
| Uzbekistan Airways | Казань, Москва-Внуково, Ст Петербург, Ташкент, Ургенч |